# Shahe fen
Le Shahe fen ou he fen est un type de nouilles chinoises à base de riz.

## Noms
Tandis que le Shahe fen et le he fen sont des translittérations du mandarin, il existe de nombreuses autres appellations, tirées par exemple du cantonais : ho fen, hofen, ho-fen, ho fun, ho-fun, hofoen (translittération hollandaise au Suriname), hor fun, hor fen, sar hor fun, etc. Le Shahe fen est également souvent appelé kway teow (粿條), c'est-à-dire « bandes de gâteau de riz », en minnan, POJ : kóe-tiâu) ou guotiao (pinyin : guǒtiáo), que l'on retrouve dans le plat char kway teow.
Ils sont aussi connus en Malaisie dans la province de Sabah et appelés da fen (大粉), en Thaïlande sous le nom sen yai (thaï : เส้นใหญ่, signifiant « grosses nouilles de riz »), et kwetiau en Indonésie.

## Origine

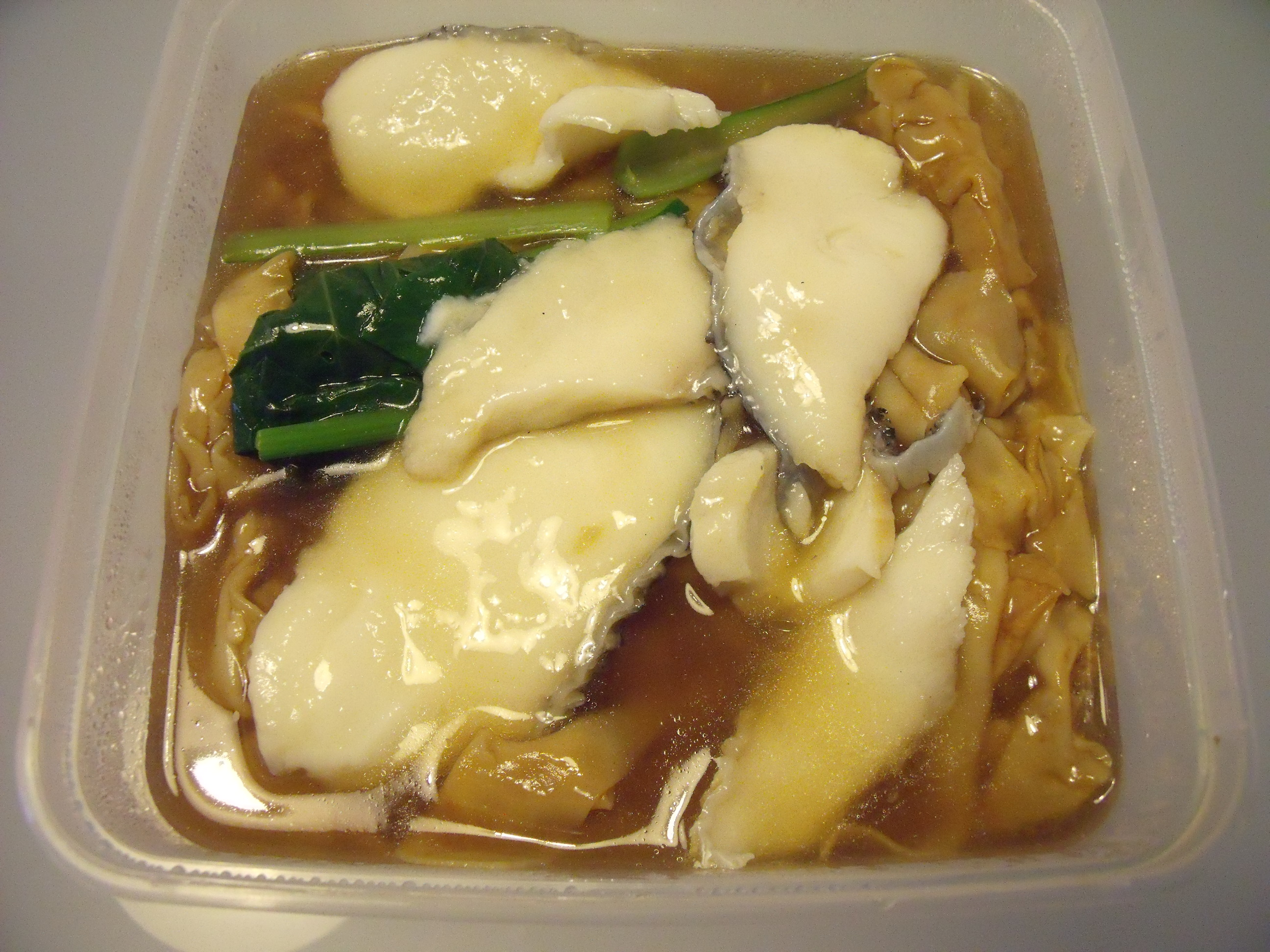
Poisson hor fun vendu à Bukit Batok (Singapour).

Le Shahe fen trouverait son origine  dans la ville de Shahe (沙河 ; cantonais : Sa1ho4 ; pinyin : Shāhé), dans le district de Tianhe à Canton, dans la province du Guangdong. Le Shahe fen est typique de la cuisine du sud de la Chine, bien que des nouilles similaires existent en Asie du Sud-Est, comme au Vietnam, en Thaïlande, au Cambodge, aux Philippines, en Malaisie, en Indonésie et à Singapour, partout où existe une communauté chinoise importante.

## Types

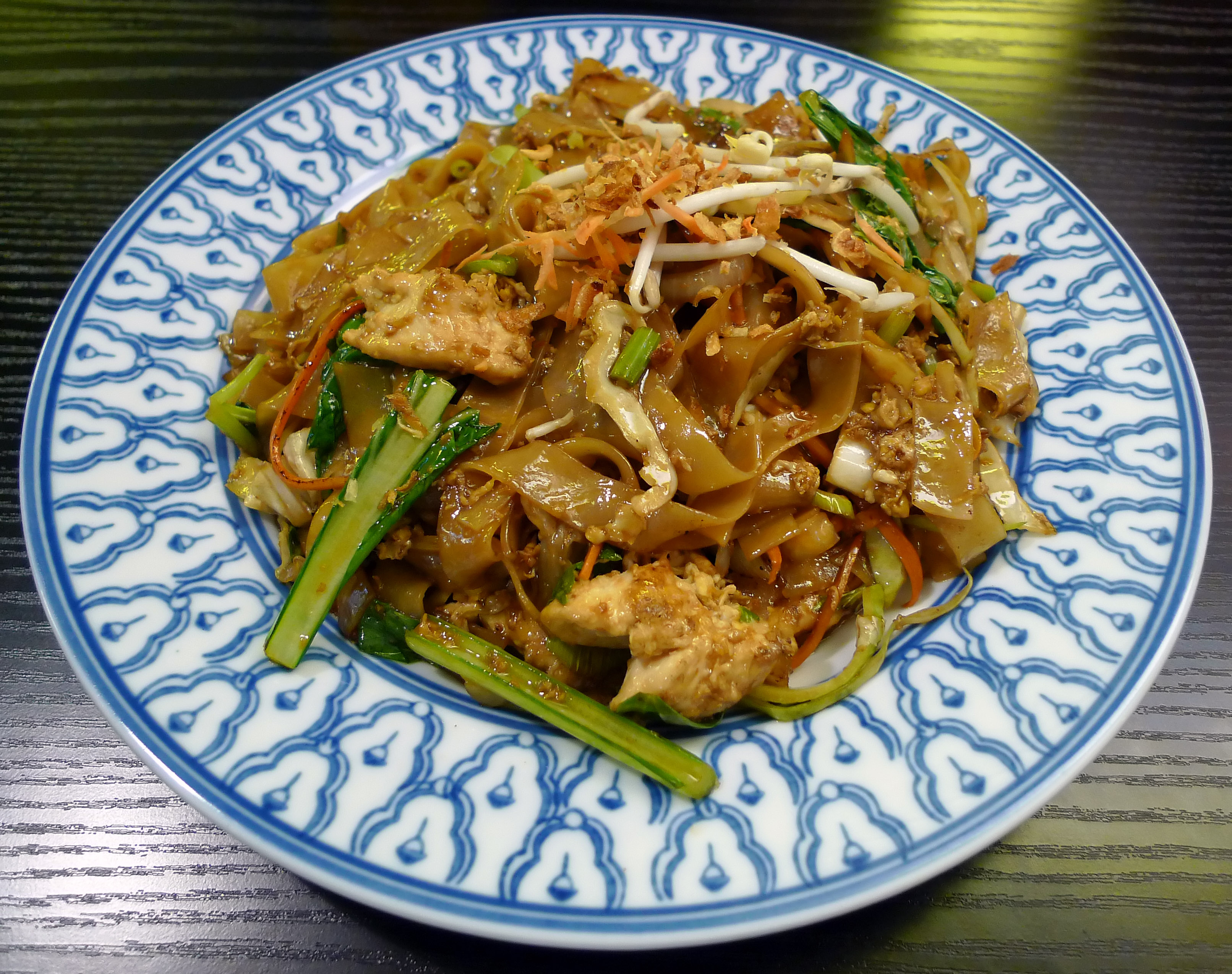
Shahe fen frits avec de la sauce soja.

Les Shahe fen sont blanches et larges, d'une texture assez élastique. Elles se conservent difficilement et sont la plupart du temps achetées fraiches, en bandes ou en grandes feuilles.
Les Shahe fen se rapprochent des nouilles bánh phở du Vietnam, utilisées en soupes ou frites.

## Chao fen

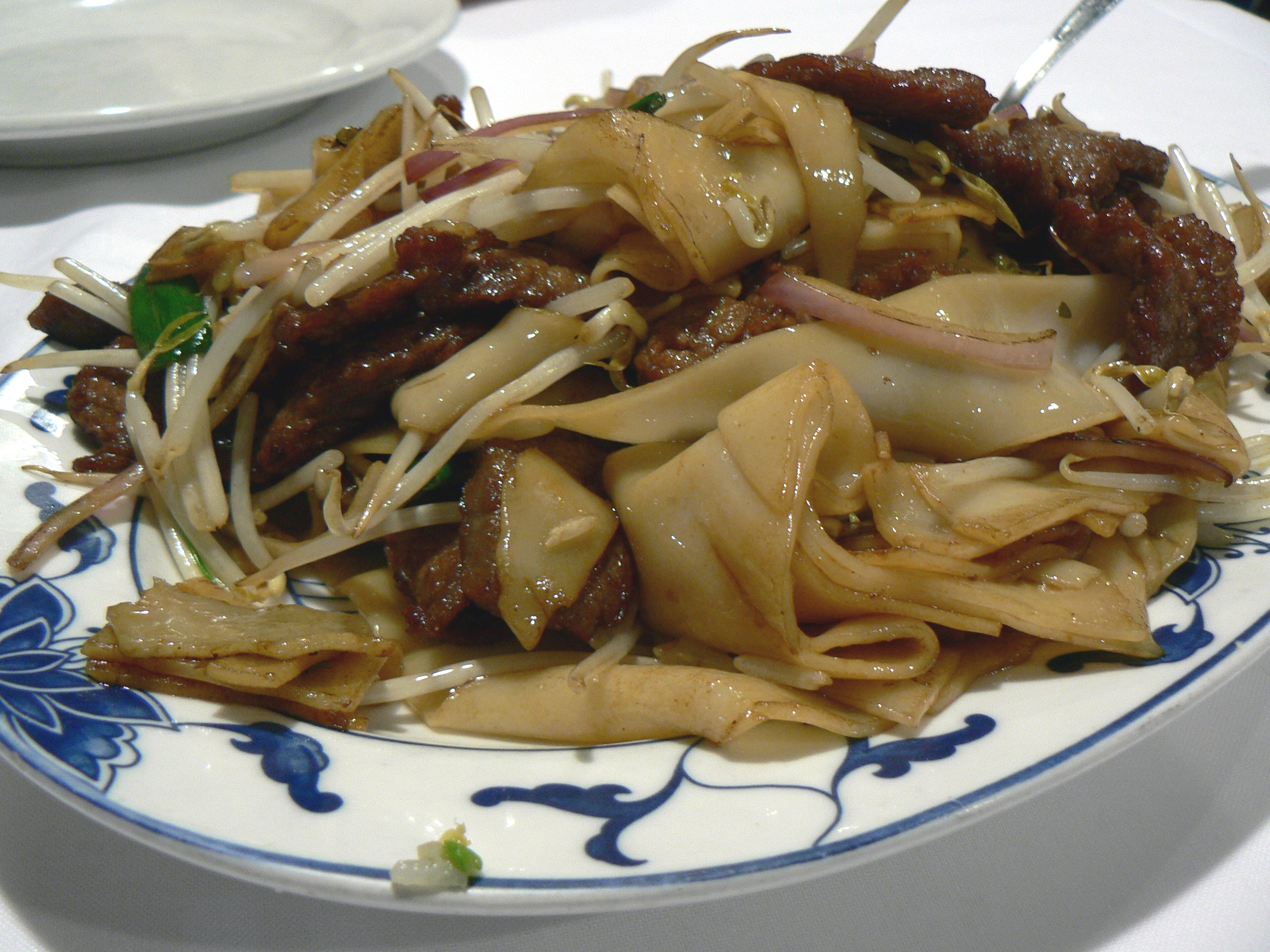
Chow fun de bœuf.

Les Shahe fen sont sautées avec de la viande et des légumes, dans un plat appelé chao fen (炒粉 ; pinyin : chǎo fěn).